# Blanche Beaume
Marie Adeline Constance Beaume dite Blanche Beaume née à Paris 19e le 5 décembre 1872 et morte à Paris 18e le 12 avril 1962, est une artiste de music-hall et une actrice de théâtre et de cinéma français.

## Biographie
À peu près à la même époque que Mata-Hari, Blanche Beaume débute sur scène comme danseuse hindoue sous le nom de Lééla Wathi. On la retrouve également comme artiste lyrique et dramatique sur différentes scènes de music-hall ou de théâtre où elle est cantonnée dans des rôles de figuration.
Les années 1910 seront plus marquées par ses apparitions dans la rubrique de faits divers que dans les colonnes des revues de théâtre. En août 1911, Blanche Beaume épouse à la mairie du 14ème arrondissement son cousin germain, un certain Jean Cortier qui vient d'être condamné par la cour d'Assises de la Seine à 8 ans de travaux forcés pour une tentative de cambriolage. L'arrivée du futur époux menotté et escorté par deux inspecteurs de la Sûreté depuis la prison de la Santé où il est incarcéré, fera l'objet de nombreux articles dans la presse de l'époque,. Un an plus tard, en octobre 1912, alors qu'elle est comédienne au théâtre Moncey, elle va se retrouver mêlée à l'agression du régisseur de l'établissement par un acteur du nom de Raymond Gaudriller dit Talma qui lui avait tranché l'oreille gauche,.
Ce n'est qu'en 1925, à l'âge de 53 ans, que Blanche Beaume fera ses premiers pas sur les plateaux de cinéma. Pendant une dizaine d'années, Mme Beaume, comme on l'appelle désormais, va interpréter des rôles de "mamans" ou de femmes de devoir. Elle se retire définitivement de la scène après une dernière apparition dans un film de Marcel Carné, Jenny, sorti en salle en septembre 1936. Elle allait avoir 64 ans.
Elle est la mère du peintre et graveur Jean-Jacques Beaume (Paris 1914 - Antibes 1990).

## Filmographie
- 1925 : Le Réveil, de Jacques de Baroncelli : tante Denise
- 1925 : Napoléon vu par Abel Gance, d'Abel Gance (en 6 parties) : la servante de Marat
- 1926 : La Femme nue, de Léonce Perret : Mme de Garcin
- 1926 : Florine, la fleur du Valois, d'Émile-Bernard Donatien : Sœur Sainte-Claire
- 1926 : Sa petite, d'Émile Routier-Fabre
- 1927 : Palaces, de Jean Durand : Mme Bassano
- 1928 : Peau de pêche, de Jean Benoît-Lévy et Marie Epstein : la fermière[12]
- 1929 : L'eau coule sous les ponts, court-métrage d'Albert Guyot
- 1929 : La Fée moderne / Prospérité, court-métrage de Jean Benoît-Lévy[13]
- 1929 : Maman Colibri, de Julien Duvivier : Annette[14]
- 1930 : Record du monde, court-métrage de Robert Boudrioz : Mme Cimier[15]
- 1931 : Pour un sou d'amour, de Jean Grémillon
- 1931 : Le Cœur de Paris, de Jean Benoît-Lévy et Marie Epstein : Mme Durand[16]
- 1931 : Le Poignard malais de Roger Goupillières
- 1933 : Pêcheur d'Islande, de Pierre Guerlais : Mme Gaos
- 1933 : Jocelyn, de Pierre Guerlais : la mère[17]
- 1933 : L'Homme à l'Hispano, de Jean Epstein : la gouvernante
- 1935 : Golgotha, de Julien Duvivier : une suivante de Claudia
- 1936 : Cœur de gueux, de Jean Epstein
- 1936 : Jenny, de Marcel Carné : l'infirmière[18]